# メンドシーノ郡

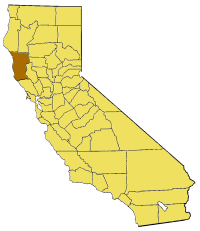
メンドシーノ郡の位置

メンドシーノ郡（英語：Mendocino County）は、アメリカ合衆国カリフォルニア州北部にある郡。アメリカの主要大麻生産地「エメラルド・トライアングル」に含まれる。太平洋岸は山地で「ロスト海岸」と呼ばれる未開発地域となっている。人口は9万1601人（2020年）。郡庁は内陸部のユカイアに立地している。

## 地理
面積は10,044平方キロ、太平洋に面していて、ワインの名産地として知られている。
北部をトリニティ郡、北東部をテハマ郡、東部をレイク郡とグレン郡、南部をソノマ郡と接する。

## 都市
メンドシーノ郡の主な市は下記の通り。
- ユカイア（Ukiah）：メンドシーノ郡の郡庁所在地。
- ウィリッツ
- フォートブラッグ
- ポイントアリーナ